# Иловайский, Дмитрий Иванович (генерал)
Дмитрий Иванович Иловайский 1-й (1738 — не ранее 1812) — российский военачальник, генерал от кавалерии (1799 год), атаман Войска Донского (1797—1800), участник Наполеоновских войн. Младший брат атамана Алексея Иловайского.

## Биография
Родился около 1738 года на Дону в семье полковника Ивана Мокеевича Иловайского, происходившего «из старшинских детей Войска Донского». Предположительно от имени его деда получила название слобода, а позже город Макеевка. Его же именем названа основанная им не позднее 1777 г. на Миусе слобода Дмитриевка.
В 1754 году поступил на военную службу казаком, принимал участие в боевых действиях Семилетней войны годов в составе сотной команды войскового атамана Степана Даниловича Ефремова. В 1764 году имел чин войскового есаула, в 1768 году — войскового старшины (подполковник). Принимал участие в русско-турецких войнах 1768-1774 годов и 1787-1791 годов, отличился при штурме крепости Измаил, за что награждён именной золотой медалью и 30 червонцами.
С 1776 года — наказной атаман Войска Донского, c 1794 года — генерал-майор. После смерти брата Алексея, в 1797 году, занял пост войскового атамана Войска Донского. В 1798 году получил звание генерал-лейтенанта, в 1799 году — генерала от кавалерии. Похоронен под Богородицкой церковью в слободе Дмитриевке (о которой см. ниже).

## Семья
В 1763 году женился на 16-летней Евдокии, дочери походного атамана Тимофея Фёдоровича Грекова. В браке имел семерых сыновей (все они в качестве казачьих офицеров дослужились до высоких чинов) и двух дочерей (Наталья и Екатерина). Сыновья: Павел, Иван, Степан, Григорий, Тимофей, Василий и Пётр.
Вторым браком был женат на Дине Ивановне Ивелич.

## Память
В 1793 году бригадир Дмитрий Иловайский получил из рук Екатерины II грамоту на владение землей и соответствующий план (60 тысяч десятин земли). Он считается основателем слободы Зуевской (ныне посёлок Зуевка Донецкой области). Около 1777 года он основал слободу Дмитриевка (ныне Шахтерский район Донецкой области Украины).
Портрет Дмитрия Иловайского, написанный художником Ефимом Копыловым, находится в Новочеркасском музее истории Донского казачества.